# Јужноафричка Република на Светском првенству у атлетици на отвореном 2017.
Јужноафричка Република је учествовала на Светском првенству у атлетици на отвореном 2017. одржаном у Лондону од 4. до 13. августа тринаести пут. Репрезентацију Јужноафричке Републике представљало је 26 такмичара (18 мушкараца и 8 жена) који су се такмичили у 18 дисциплина (12 мушких и 6 женских).,
На овом првенству Јужноафричка Република је по броју освојених медаља заузела 3. место са 6 освојене медаље ( 3 златне, 1 сребрна и 2 бронзане). Поред тога постављен је 1 континентални, 3 национална и 5 лична рекорда и остварена су 1 светски, 3 национална и 8 лична најбоља резултата сезоне. У табели успешности према броју и пласману такмичара који су учествовали у финалним такмичењима (првих 8 такмичара) Јужноафричка Република је са 8 учесника у финалу заузела 10. место са 52 бода.
| Плас. | Земља        | 1. место | 2. место | 3. место | 4. место | 5. место | 6. место | 7. место | 8. место | Бр. финал. | Бод. |
| ----- | ------------ | -------- | -------- | -------- | -------- | -------- | -------- | -------- | -------- | ---------- | ---- |
| 3.    | Јужна Африка | 3        | 1        | 2        | 1        | 1        | 0        | 1        | 0        | 8          | 52   |

## Учесници
| Мушкарци: - Тандо Рото — 100 м - Акани Симбине — 100 м, 200 м - Вејд ван Никерк — 200 м, 400 м - Clarence Munyai — 200 м - Pieter Conradie — 400 м - Стефан Мокока — 10.000 м - Десмонд Мокгобу — Маратон - Сибусисо Нзима — Маратон - Лусафо Април — Маратон - Антонио Алкана — 110 м препоне - Лебоганг Шанге — 20 км ходање - Рушвал Самаи — Скок удаљ - Луво Мањонга — Скок удаљ - Зарк Висер — Скок удаљ - Jaco Engelbrecht — Бацање кугле - Оразио Кремона — Бацање кугле - Виктор Хоган — Бацање диска - Роко ван Ројен — Бацање копља | Жене: - Карина Хорн — 100 м - Џастин Палфраман — 200 м, 4x400 м - Кастер Семења — 800 м, 1.500 м - Гена Лофстранд — 800 м, 4x400 м - Мапасека Маканија — Маратон - Џена Ли Чаленор — Маратон - Венда Нел — 400 м препоне, 4x400 м - Аријана Нел — 4x400 м |  |

## Освајачи медаља (6)

### Злато (1)
- Вејд ван Никерк — 400 м
- Луво Мањонга — Скок удаљ
- Кастер Семења — 800 м

### Сребро (1)
- Вејд ван Никерк — 200 м

### Бронза (2)
- Рушвал Самаи — Скок удаљ
- Кастер Семења — 1.500 м

## Резултати

### Мушкарци
| Атлетичар        | Дисциплина    | Лични рекорд | Предтакмичење     | Предтакмичење     | Квалификације         | Квалификације        | Полуфинале           | Полуфинале           | Финале               | Финале               | Детаљи |
| Атлетичар        | Дисциплина    | Лични рекорд | Резултат          | Место             | Резултат              | Место                | Резултат             | Место                | Резултат             | Место                | Детаљи |
| ---------------- | ------------- | ------------ | ----------------- | ----------------- | --------------------- | -------------------- | -------------------- | -------------------- | -------------------- | -------------------- | ------ |
| Тандо Рото       | 100 м         | 9,95         | слободни          | слободни          | Дисквалификован       | Дисквалификован      | Није се квалификовао | Није се квалификовао | Није се квалификовао | Није се квалификовао |        |
| Акани Симбине    | 100 м         | 9.89 НР      | слободни          | слободни          | 10,15 кв              | 4. у гр. 3           | 10,05 КВ             | 1. у гр. 1           | 10,01                | 5 / 58 (62)          |        |
| Акани Симбине    | 200 м         | 19,95        |                   |                   | 20,26 КВ              | 2. у гр. 6           | 20,62 (.618)         | 7. у гр. 1           | Није се квалификовао | 18 / 46 (50)         |        |
| Clarence Munyai  | 200 м         | 20,10        | Дисквалификован   | Дисквалификован   | Није се квалификовао  | Није се квалификовао | Није се квалификовао | Није се квалификовао |                      |                      |        |
| Вејд ван Никерк  | 200 м         | 19,84 НР     | 20,16 КВ          | 1. у гр. 3        | 20,28 кв              | 3. у гр. 3           | 20,11                |                      |                      |                      |        |
| Вејд ван Никерк  | 400 м         | 43,03 НР     | 45,27 КВ          | 1. у гр. 2        | 44,22 КВ              | 1. у гр. 2           | 43,98                |                      |                      |                      |        |
| Pieter Conradie  | 400 м         | 45,15        | 46,62             | 7. у гр. 3        | Није се квалификовао  | Није се квалификовао | Није се квалификовао | 40 / 49 (52)         |                      |                      |        |
| Стефан Мокока    | 10.000 м      | 27:40,73     |                   |                   |                       |                      | 28:14,67 ЛРС         | 20 / 22 (24)         |                      |                      |        |
| Дезмонд Мокгоби  | Маратон       | 2:10:51      | 2:16:14           | 21 / 71 (100)     |                       |                      |                      |                      |                      |                      |        |
| Сибусисо Нзима   | Маратон       | 2:11:43      | Није завршио трку | Није завршио трку |                       |                      |                      |                      |                      |                      |        |
| Лусафо Април     | Маратон       | 2:08:32      | Није стартовао    | Није стартовао    |                       |                      |                      |                      |                      |                      |        |
| Антонио Алкана   | 110 м препоне | 13,11        | 13,43 КВ          | 3. у гр. 3        | 13,59                 | 4. у гр. 3           | Није се квалификовао | 16 / 39 (41)         |                      |                      |        |
| Лебоганг Шанге   | 20 км ходање  | 1:20:06 НР   |                   |                   |                       |                      | 1:19:18 НР, ЛР       | 4 / 58 (64)          |                      |                      |        |
| Рушвал Самаи     | Скок удаљ     | 8,49         | 8,14 КВ           | 1. у гр Б         |                       |                      | 8,32                 |                      |                      |                      |        |
| Луво Мањонга     | Скок удаљ     | 8,65 НР      | 8,12 КВ           | 3. у гр А         | 8,48                  |                      |                      |                      |                      |                      |        |
| Зарк Висер       | Скок удаљ     | 8,41         | 7,66              | 14. у гр А        | Нису се квалификовали | 25 / 31 (32)         |                      |                      |                      |                      |        |
| Jaco Engelbrecht | Бацање кугле  | 20,63        | 19,59             | 16. у гр. А       | Нису се квалификовали | 27 / 32              |                      |                      |                      |                      |        |
| Оразио Кремона   | Бацање кугле  | 21,12        | 19,81             | 14. у гр. А       | Нису се квалификовали | 23 / 32              |                      |                      |                      |                      |        |
| Виктор Хоган     | Бацање диска  | 65,33        | 62,26             | 8. у гр. Б        | Нису се квалификовали | 18 / 30 (32)         |                      |                      |                      |                      |        |
| Роко ван Ројен   | Бацање копља  | 85,39        | 74,02             | 15. у гр. Б       | Нису се квалификовали | 30 / 31 (32)         |                      |                      |                      |                      |        |

### Жене
| Атлетичарка                                           | Дисциплина    | Лични рекорд | Квалификације   | Квалификације | Полуфинале   | Полуфинале | Финале                | Финале       | Детаљи |
| Атлетичарка                                           | Дисциплина    | Лични рекорд | Резултат        | Место         | Резултат     | Место      | Резултат              | Место        | Детаљи |
| ----------------------------------------------------- | ------------- | ------------ | --------------- | ------------- | ------------ | ---------- | --------------------- | ------------ | ------ |
| Карина Хорн                                           | 100 м         | 11,06 НР     | 11,28 (.273) КВ | 3. у гр. 4    | 11,26        | 6. у гр. 2 | Нису се квалификовале | 20 / 46 (47) |        |
| Џастин Палфраман                                      | 200 м         | 22,84        | 23,35 кв        | 4. у гр. 2    | 23,21 (.204) | 6. у гр. 1 | Нису се квалификовале | 15 / 46 (49) |        |
| Гена Лофстранд                                        | 800 м         | 2:01,50      | 2:01,73 кв      | 7. у гр. 6    | 2:03.67      | 8. у гр. 3 | Нису се квалификовале | 24 / 45 (47) |        |
| Кастер Семења                                         | 800 м         | 1:55,27 НР   | 2:01,33 КВ      | 1. у гр. 3    | 1:58,90 КВ   | 1. у гр. 2 | 1:55,16 СРС           |              |        |
| Кастер Семења                                         | 1.500 м       | 4:01,99      | 4:02,84 КВ, ЛРС | 2. у гр. 1    | 4:03,80 КВ   | 3. у гр. 1 | 4:02,90               |              |        |
| Џена Ли Чаленор                                       | Маратон       | 2:37:12      |                 |               |              |            | 2:47:22 ЛРС           | 59 / 68 (92) |        |
| Мапасека Маканија                                     | Маратон       | 2:31:02      | 2:40:15         | 40 / 68 (92)  |              |            |                       |              |        |
| Венда Нел                                             | 400 м препоне | 54,37        | 55,47 КВ        | 2. у гр. 4    | 55,70        | 3. у гр. 1 | Нису се квалификовале | 10 / 39      |        |
| Џастин Палфраман Гена Лофстранд Аријана Нел Венда Нел | 4 х 400 м     | 3:24,28 НР   | 3:37,82 НРС     | 7. у гр. 2    |              |            | Нису се квалификовале | 13 / 13 (16) |        |